# Wushanomys ultimus
Wushanomys ultimus is een fossiel knaagdier uit het geslacht Wushanomys dat gevonden is in de grot Longgudong in het westen van de Chinese provincie Hubei. De soort komt uit het Vroeg-Pleistoceen (2,15 tot 1,95 miljoen jaar geleden). Van deze soort is een aantal losse kiezen bekend.
Die kiezen zitten in grootte tussen die van de beide andere soorten, W. brachyodus en W. hypsodontus, in. Ook zijn ze meer hypsodont en verschillen ze in enkele andere subtiele kenmerken. De eerste bovenkies is 3.90 tot 4.92 bij 2.20 tot 2.65 millimeter groot, de eerste onderkies 2.90 tot 4.30 bij 1.98 tot 2.30 millimeter.
Wushanomys brachyodus · Wushanomys hypsodontus · Wushanomys ultimus